# Папужець-ваза великий
Папужець-ваза великий (Coracopsis vasa) — вид папугоподібних птахів родини Psittaculidae. Поширений на Мадагаскарі і Коморських островах. Мешкає в різних середовищах існування, від вологих, густих лісів до відкритих, сухих лісів і саван, культивованих територій і людського житла.

## Підвиди
- Coracopsis vasa comorensis, (Peters, W, 1854) — Коморські острови;
- Coracopsis vasa drouhardi, Lavauden, 1929 — західний і південний Мадагаскар;
- Coracopsis vasa vasa, (Shaw, 1812) — зустрічається на сході Мадагаскару.

## Опис
Папуга осягає довжини до 50 см і важить приблизно до 0,5 кг. Ці птахи переважно чорні з відтінками коричневого та сірого. Самиці відрізняються від самців насамперед більшими розмірами. Крім того, під час шлюбного періоду самиця втрачає частину пір'я на голові.

## Спосіб життя
Харчується насінням, горіхами, ягодами та іншими фруктами, а також зерновими культурами — кукурудзою, рисом і пшоном.
Сезон розмноження невідомий, але, ймовірно, триває з жовтня по грудень. У цих папуг дуже незвичайна біологія і схема спаровування. Самиці на 25 % більші за самців і фізично домінують над ними. Ці птахи живуть групами, в яких кожна самиця має від трьох до восьми партнерів. Копуляція між цими птахами може тривати до 90 хвилин. Розрізняють два варіанти: короткий (тривалістю 1–3 секунди) і тривалий (в середньому 36 хвилин). Кладка складається з 3 або 4 злегка еліптичних яєць розміром 46,0×34,0 мм. Інкубація в неволі триває 17 днів, а молодняк оперяється через 7 тижнів після вилуплення.